# Nahod
Náhod (akútni serózni rinítis) je vnetje nosne sluznice. Nosna sluznica nabrekne in poveča se nastanek sluzi (smrkljev). Povzročajo ga bakterijska ali virusna okužba ali alergija. Najpogosteje spremlja prehlad. 

## Vrste

### Akutni nahod
Akutni nahod je akutno vnetje nosne sluznice, ki ga običajno povzročajo virusi, zlasti iz rodu rinovirusov in iz družine adenovirusov. Glavna simptoma sta izcedek iz nosu in zamašenost nosu zaradi otekle sluznice.
Skupno poznamo več kot 200 vrst virusov, ki povzročajo prehlad in s tem akutni nahod. Zato je nemogoče razviti cepivo, ki bi preprečevalo akutni nahod. Poznamo pa zdravila za lajšanje simptomov, zlasti pršila za nos, ki ublažijo oteklost sluznice in nastajanje sluzi, vendar dolgotrajna raba ni priporočljiva. Za daljšo uporabo je primerno izpiranje nosu s fiziološko raztopino.
Inkubacijska doba znaša med nekaj urami do 7 dni. Akutni nahod praviloma mine po enem tednu.
Simptomi, ki spremljajo akutni nahod, so srbenje nosu, povečano nastajanje nosnega izcedka ter nabreklost nosne sluznice, kar otežuje dihanje.

### Alergijski nahod
Alergijski nahod je posledica preobčutljivostnega odziva organizma na določene alergene. Vnetje povzročijo protitelesa IgE. Poseben primer alergijskega nahoda je seneni nahod, kjer je bolnik preobčutljiv na cvetni prah.

### Atrofični nahod
Atrofični nahod je kronična oblika nahoda, ki povzroči atrofijo nosne sluznice (nosna sluznica se stanjša). Spremlja ga običajno smrdeč izcedek. 